# Épiez-sur-Meuse
Pour l’article homonyme, voir Épiez-sur-Chiers.
Pour les articles ayant des titres homophones, voir Épieds.
Épiez-sur-Meuse est une commune française située dans le département de la Meuse, en région Grand Est.

## Géographie
Épiez-sur-Meuse se situe à 8 km au sud de Vaucouleurs et à 29 km de Commercy, à l'écart des grandes routes, dans un petit vallon qui conduit à la vallée de la Meuse. La commune est voisine de Burey-en-Vaux, Maxey-sur-Vaise, Amanty et de Badonvilliers.
Elle a fait partie successivement du territoire des Leuques (au temps de Jules César) avec Tullum (Toul) pour capitale, de la Belgique (l'une des quatre provinces de la Gaule), de la Champagne (à partir du Xe siècle) mais une portion de son territoire fut rattachée au Barrois mouvant au XIIIe siècle.
Situé à 306 mètres d'altitude, le Ruisseau d'Amanty, le Ruisseau d'Epiez, le Ruisseau de Montigny sont les principaux cours d'eau qui traversent la commune d'Épiez-sur-Meuse.
La commune est proche du parc naturel régional de Lorraine.
| Badonvilliers-Gérauvilliers | Burey-en-Vaux   | Burey-en-Vaux   |
| Amanty                      | Épiez-sur-Meuse | Maxey-sur-Vaise |
| Amanty                      | Maxey-sur-Vaise | Maxey-sur-Vaise |

### Hydrographie
La commune est dans le bassin versant de la Meuse au sein du bassin Rhin-Meuse. Elle est drainée par le ruisseau de Montigny et le ruisseau d'Epiez,.
Le ruisseau de Montigny, d'une longueur de 11 km, prend sa source dans la commune de Badonvilliers-Gérauvilliers et se jette  dans la Meuse à Vaucouleurs, après avoir traversé cinq communes.

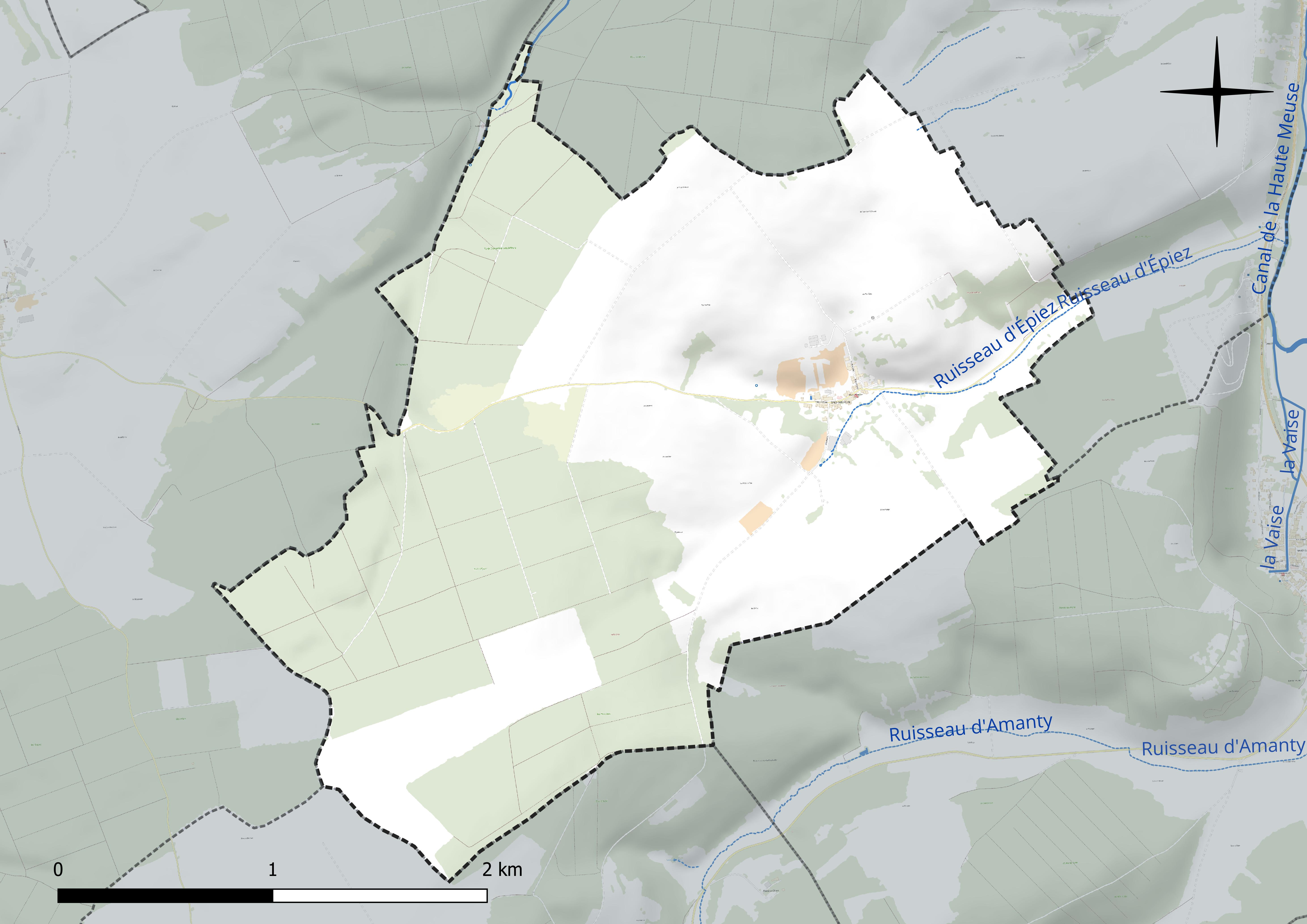
Réseau hydrographique d'Épiez-sur-Meuse.

### Climat
Pour des articles plus généraux, voir Climat du Grand Est et Climat de la Meuse.
En 2010, le climat de la commune est de type climat de montagne, selon une étude du Centre national de la recherche scientifique s'appuyant sur une série de données couvrant la période 1971-2000. En 2020, Météo-France publie une typologie des climats de la France métropolitaine dans laquelle la commune est exposée à un climat océanique altéré et est dans la région climatique Lorraine, plateau de Langres, Morvan, caractérisée par un hiver rude (1,5 °C), des vents modérés et des brouillards fréquents en automne et hiver.
Pour la période 1971-2000, la température annuelle moyenne est de 9,6 °C, avec une amplitude thermique annuelle de 16,4 °C. Le cumul annuel moyen de précipitations est de 979 mm, avec 13,6 jours de précipitations en janvier et 9,4 jours en juillet. Pour la période 1991-2020, la température moyenne annuelle observée sur la station météorologique de Météo-France la plus proche, « Cirfontaines_sapc », sur la commune de Cirfontaines-en-Ornois à 21 km à vol d'oiseau, est de 10,4 °C et le cumul annuel moyen de précipitations est de 904,1 mm. 
La température maximale relevée sur cette station est de 40 °C, atteinte le 12 août 2003 ; la température minimale est de −19,6 °C, atteinte le 6 février 1963,,.
Les paramètres climatiques de la commune ont été estimés pour le milieu du siècle (2041-2070) selon différents scénarios d'émission de gaz à effet de serre à partir des nouvelles projections climatiques de référence DRIAS-2020. Ils sont consultables sur un site dédié publié par Météo-France en novembre 2022.

## Urbanisme

### Typologie
Au 1er janvier 2024, Épiez-sur-Meuse est catégorisée commune rurale à habitat très dispersé, selon la nouvelle grille communale de densité à sept niveaux définie par l'Insee en 2022.
Elle est située hors unité urbaine et hors attraction des villes,.

### Occupation des sols
L'occupation des sols de la commune, telle qu'elle ressort de la base de données européenne d’occupation biophysique des sols Corine Land Cover (CLC), est marquée par l'importance des territoires agricoles (55 % en 2018), en augmentation par rapport à 1990 (54,1 %). La répartition détaillée en 2018 est la suivante : 
forêts (45 %), terres arables (44,3 %), prairies (10,8 %). L'évolution de l’occupation des sols de la commune et de ses infrastructures peut être observée sur les différentes représentations cartographiques du territoire : la carte de Cassini (XVIIIe siècle), la carte d'état-major (1820-1866) et les cartes ou photos aériennes de l'IGN pour la période actuelle (1950 à aujourd'hui).

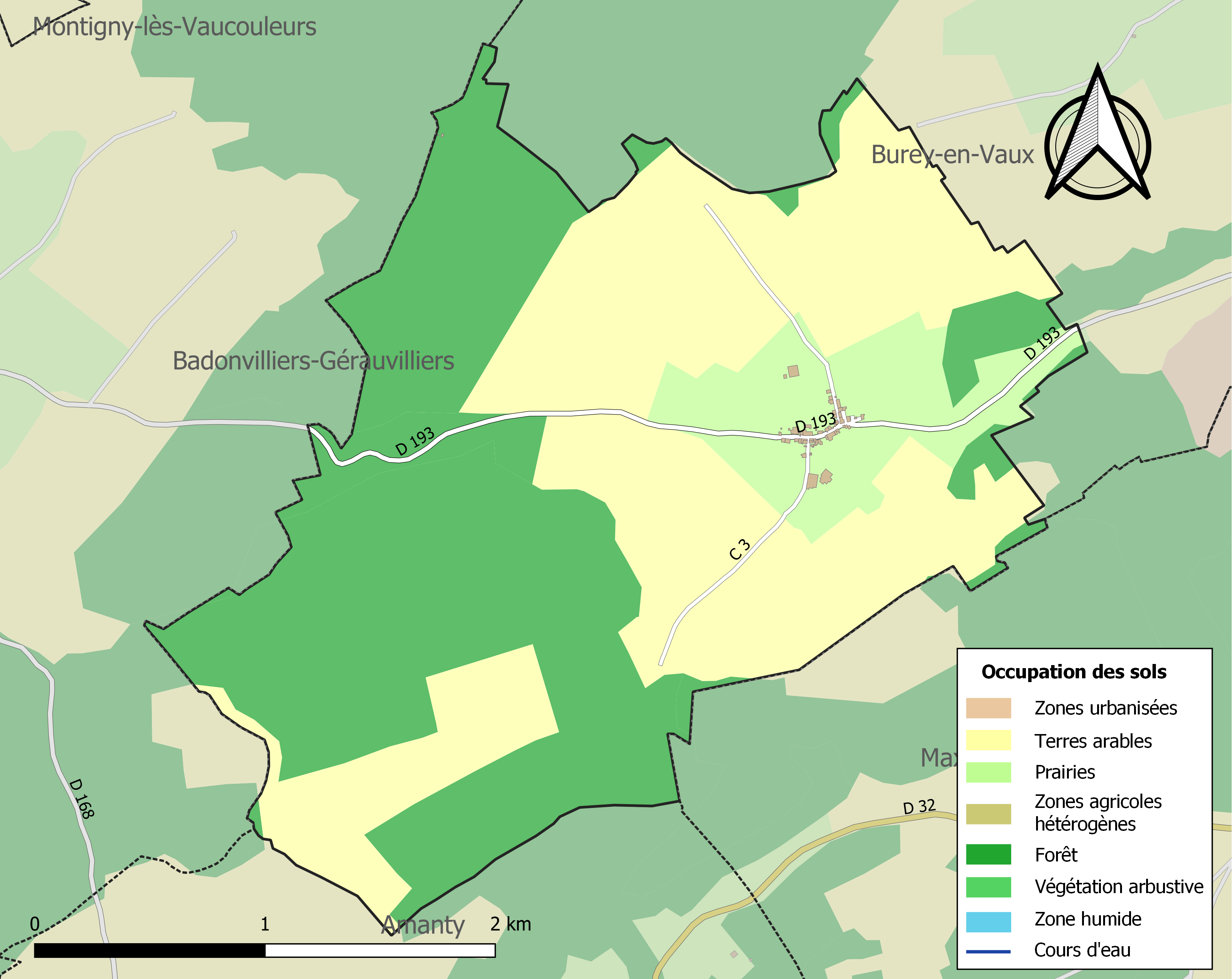
Carte des infrastructures et de l'occupation des sols de la commune en 2018 (CLC).

## Toponymie
Le nom de la localité est attesté sous les formes Espiez (1327) ; Espieix (1338) ; Espieyum (1402) ; Espie, Espiey (1580) ; Espied (1700) ; Espiey, Epieïum (1711).
Du bas latin spicarium, formé à l'aide de spica (« épi ») et du suffixe collectif arium, apparaît pour la 1re fois au Ve siècle dans la loi salique ; il aboutit au français espier (« bâtiment où s’entassent les épis »), et par métonymie : droit domanial en blé, en avoine, et quelquefois en d'autres produits.
Le territoire de la commune est drainé par le ruisseau d'Epiez et le ruisseau de Montigny qui prend sa source dans la commune de Badonvilliers-Gérauvilliers et se jette  dans la Meuse, Maas ; en wallon, Moûse ; en latin Mosa, un fleuve européen qui prend sa source en France et se jette dans la mer du Nord après un cours traversant la France, la Belgique et les Pays-Bas.

## Histoire
Le village d'Épiez remonte à l'époque gallo-romaine, comme l'attestent les vestiges d'antiquité trouvés sur son territoire. Son château primitif, « tour » d'Épiez, situé au-dessus du cimetière actuel, fut habité par l'écuyer Perrin d'Épiez puis par la famille de Jean de Verrières, seigneur d'Épiez jusqu'au XVe siècle, avant d'être détruit pendant la guerre de Trente Ans. Un autre château fut construit au XVIe siècle, détruit puis reconstruit par la famille de L'Écluse avant d'être vendu à la Révolution.
 Épiez a souffert de nombreuses guerres : notamment de celle qui opposa Louis XIII et le duc de Lorraine (1635) et de la guerre de Trente ans.

## Politique et administration
De la féodalité à la Révolution, Épiez fut partagée en deux communautés distinctes, l'une barroise, l'autre champenoise, administrée chacune par un mayeur ou maire particulier. Parmi ces maires, on peut citer :  Aubry Parisot (1537), Jean Toussaint et Demange Viard (1626), Charles Uriot (1683), Gaspard Laurent, maire des deux communautés (1730), François Laratte (1752), Christophe Laratte (1789), Jean Crance (1791), Gaspard Laurent (1793), Jean-François Crance (1852).
| Période                                  | Période   | Identité           | Étiquette | Qualité |
| ---------------------------------------- | --------- | ------------------ | --------- | ------- |
| Les données manquantes sont à compléter. |           |                    |           |         |
| avant 1981                               | ?         | Charles Ragot      |           |         |
| mars 2001                                | mars 2008 | Monique Coulaud    | DVD       |         |
| mars 2008                                | mai 2020  | Mauricette Henrion |           |         |
| mai 2020                                 | En cours  | Fabienne Antoine   |           |         |

## Population et société

### Démographie
L'évolution du nombre d'habitants est connue à travers les recensements de la population effectués dans la commune depuis 1793. Pour les communes de moins de 10 000 habitants, une enquête de recensement portant sur toute la population est réalisée tous les cinq ans, les populations de référence des années intermédiaires étant quant à elles estimées par interpolation ou extrapolation. Pour la commune, le premier recensement exhaustif entrant dans le cadre du nouveau dispositif a été réalisé en 2005.

En 2022, la commune comptait 38 habitants, en évolution de −7,32 % par rapport à 2016 (Meuse : −4,4 %, France hors Mayotte : +2,11 %).
| 1793 | 1800 | 1806 | 1821 | 1831 | 1836 | 1841 | 1846 | 1851 |
| ---- | ---- | ---- | ---- | ---- | ---- | ---- | ---- | ---- |
| 240  | 218  | 213  | 215  | 244  | 243  | 277  | 254  | 266  |

| 1856 | 1861 | 1866 | 1872 | 1876 | 1881 | 1886 | 1891 | 1896 |
| ---- | ---- | ---- | ---- | ---- | ---- | ---- | ---- | ---- |
| 247  | 241  | 224  | 211  | 190  | 175  | 165  | 160  | 138  |

| 1901 | 1906 | 1911 | 1921 | 1926 | 1931 | 1936 | 1946 | 1954 |
| ---- | ---- | ---- | ---- | ---- | ---- | ---- | ---- | ---- |
| 133  | 117  | 121  | 111  | 68   | 68   | 65   | 71   | 61   |

| 1962 | 1968 | 1975 | 1982 | 1990 | 1999 | 2005 | 2006 | 2010 |
| ---- | ---- | ---- | ---- | ---- | ---- | ---- | ---- | ---- |
| 61   | 43   | 34   | 40   | 37   | 43   | 36   | 36   | 34   |

| 2015 | 2020 | 2022 | - | - | - | - | - | - |
| ---- | ---- | ---- | - | - | - | - | - | - |
| 41   | 39   | 38   | - | - | - | - | - | - |

## Culture locale et patrimoine

### Lieux et monuments
- L'église de la Conversion-de-Saint-Paul.
- La chapelle Saint-Anne-de-Broyes.

### Héraldique
| Blason de Épiez-sur-Meuse | Blason  | De gueules au cheval cabré d’argent bridé et sellé d’or; au chef cousu d’azur chargé de deux gerbes d’or posées en bande. |
| Blason de Épiez-sur-Meuse | Détails | Création R.A. Louis. Adoption par la commune le 16 août 2016.                                                             |